# St. Wolfgang (Haibühl)

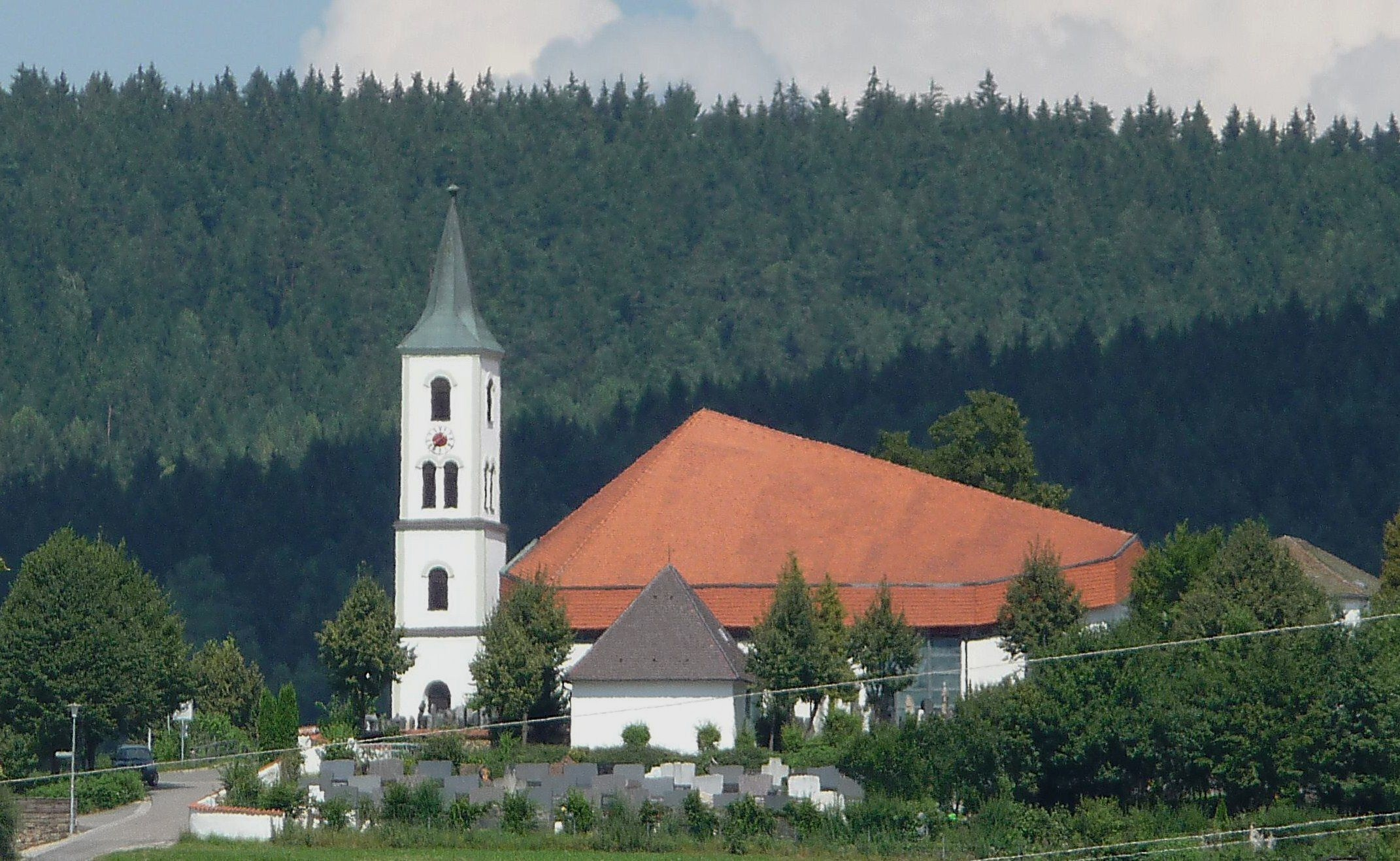
Die Pfarrkirche St. Wolfgang in Haibühl

Die Pfarrkirche St. Wolfgang ist eine 1977/78 erneuerte katholische Kirche des Bistums Regensburg in Haibühl bei Arrach im Oberpfälzer Landkreis Cham.

## Geschichte
Die ab 1654 erbaute Wolfgangkapelle wurde 1859/60 durch einen Altarraum und eine Sakristei erweitert.
Nach dem Abriss des Turmes im Jahr 1866 entstand 1892 ein neuer Turm, der 1927 um ein Obergeschoss ergänzt wurde. 1903/04 errichtete Johann Baptist Schott einen Teilneubau. 1907 wurde Haibühl zur Expositur erhoben, 1922 wurde Haibühl zur selbständigen Pfarrei erhoben.
Ihre jetzige Form erhielt die Pfarrkirche St. Wolfgang 1977/78 durch den Umbau in eine Saalkirche (O. Lenner). Die barocke Ausstattung blieb erhalten und der Turm bestehen.
Die Kirche ist ein anerkanntes Baudenkmal.

## Pfarrei
Die Pfarrei ist heute Teil der Pfarreiengemeinschaft Haibühl-Hohenwarth. Ortschaften in der Pfarrei sind Haibühl, Absetz (Tanneneck), Arrach, Auhof, Drittenzell, Eck, Eschlsaign, Hinterfrahels, Kleß, Ottenzell, Ottmannszell und Stadlern.